# Ferrocarril i mines de Sant Joan de les Abadesses
Ferrocarril i mines de Sant Joan de les Abadesses fou una societat que explotà el ferrocarril que anava de Granollers a Sant Joan de les Abadesses a més de ser propietària de les mines de carbó d'Ogassa i Sant Martí de Surroca el qual es transportava mitjançant la línia ferroviària.

## Història
El 1844 fou projectada una línia de ferrocarril que permetés transportar el carbó que s'extreia de les mines d'Ogassa i Sant Martí de Surroca. Tingué diversos concessionaris i diverses companyies es comprometeren a construir-lo però foren intents fallits.
Als anys 70 del segle xix es començà a construir-se, però a un ritme molt lent a causa de la guerra carlina. Finalment el 8 de juliol de 1875 s'inaugurà el primer tram entre Granollers i Vic, l'estació de partida era la de Granollers de la Camins de Ferro de Barcelona a França per Figueres (BFF) explotadora de la línia Barcelona-Girona.
El 1877 es creà la companyia del Ferrocarril i mines de Sant Joan de les Abadesses que explotaria la línia. El 20 de juny de 1880 s'arribà a Ripoll i finalment a Sant Joan de les Abadesses s'inaugurà l'arribada el 17 d'octubre d'aquell mateix any.
Aleshores la companyia per arribar a Barcelona havia de pagar peatge a TBF al passar per les seves línies. Per evitar-ho decidí construir un ramal per arribar-hi directament. Per això aconseguí la concessió del ferrocarril de Sant Martí de Provençals a Llerona.
El 1886 s'inaugurà el nou tram. L'any següent feu fallida la companyia. La Companyia dels Camins de Ferro del Nord d'Espanya liquidà l'empresa i absorbí les línies i mines.